# Dabayin
Dabayin (birman တပယင်းမြို့, parfois transcrit Debayin, Depayin, Tabayin ou Ngapayin) est un village de la Région de Sagaing, en Birmanie (République de l'Union du Myanmar). Il se trouve à l'Est de la Chindwin.

## Histoire
Située quelques kilomètres à l'Ouest de Shwebo, berceau de la dynastie Konbaung (1752-1885), Dabayin fut pour celle-ci une importante source de soldats et de fonctionnaires, dont le fameux général Maha Bandula,. Posséder Dabayin comme fief était un important symbole avant de devenir roi. Naungdawgyi fut Prince de Dabayin avant de devenir le second roi de la dynastie Konbaung en 1760. Le prince héritier Thado Minsaw, conquérant de l'Arakan en 1784, fut un autre fameux prince de Dabayin. En 1808, son fils, Prince de Sagaing, hérita du titre de Prince de Dabayin (il devint plus tard le roi Bagyidaw).
Dabayin est le lieu de naissance du moine Saya San (1876-1931), chef de la révolte paysanne birmane de 1930-1931.
Le 30 mai 2003, la ville fut le théâtre d'un grave incident connu sous le nom de massacre de Depayin, au cours d'une tournée des dirigeants de la Ligue nationale pour la démocratie Aung San Suu Kyi et Tin Oo. On estime qu'environ 70 de leurs partisans furent tués lors d'une attaque dont la responsabilité est généralement attribuée au général Soe Win (surnommé par l'opposition birmane « le boucher de Depayin »). En 2008, un poème de Kyi Maung Than titré Diparinga (ancien nom de Dabayin), suscita la colère des autorités en évoquant implicitement le massacre.

## Transport
Dabayin est reliée par la route à Monywa, Budalin, Ye-U (en) et Kin-U.